# 749 Malzovia
A 749 Malzovia (ideiglenes jelöléssel 1913 RF) a Naprendszer kisbolygóövében található aszteroida. Szergej Beljavszkij és Grigorij Neujmin fedezte fel 1913. április 5-én.